# Jens Lauritzen
Jens Lauritzen (født 3. december 1953 ved Nyborg) er en dansk politiker, der fra  2007 til 2010 var borgmester i Vesthimmerlands Kommune, valgt for Venstre. Tidligere var han borgmester i Løgstør Kommune fra 1998 til 2007.
Lauritzen er uddannet indenfor landbrug. Siden 1981 har han været selvstændig landmand, men har også arbejdet som arbejdsleder i en entreprenørvirksomhed. Han begyndte sin politiske karriere som medlem af Løgstør Kommunalbestyrelse i 1986. Han blev borgmester i 1998. Da kommunen i 2006 blev sammenlagt med nabokommunerne som følge af kommunalreformen, blev han den første borgmester i den nye Vesthimmerlands Kommune.
Udover sine politiske poster har Jens Lauritzen haft adskillige bestyrelsesposter, bl.a. i Aalborg Lufthavn og i Himmerlands Samvirkende Landbrugsforeninger.
Han har 3 børn med Birthe Lauritzen, hvoraf det ene er folketingsmedlem Karsten Lauritzen.